# Castello di Chianocco
Il castello di Chianocco è un edificio medioevale già attestato nel XIII secolo, ubicato nel Comune di Chianocco, a 45 chilometri da Torino, in possesso della famiglia Bertrandi alcuni anni dopo la costruzione dell'avito castello di Bruzolo. Nel panorama dei castelli della valle di Susa ha mantenuto molte delle caratteristiche medioevali, tra cui la presenza di un dongione, finestre in pietra e uno splendido salone. È posto sulla sommità del conoide alluvionale del rio Prebec, poco a valle del punto dove esso sbocca dall'Orrido di Chianocco, subendo per questo motivo danni dalle alluvioni sul lato nord-est, come peraltro la vicina casaforte di Chianocco, posta alcune centinaia di metri più a valle. Di proprietà privata, il castello è visitabile in alcuni periodi dell'anno durante manifestazioni e mostre organizzate dal Museo antichi mestieri ivi ospitato.
Secondo alcuni studiosi, potrebbe essere l'ultima dimora di Adelaide di Susa.

## Struttura architettonica
Il castello, che in alcune parti è rimasto al periodo medioevale e in altre è stato profondamente modificato, presenta un dongione di più piani, con una bella finestra trilobata al terzo piano e un apprezzabile portale di ingresso in pietra da taglio in marmo. La torre è contornata da un edificio a due piani con finestrelle romaniche e da una sala bassa con un monumentale camino, illuminata da finestre di stile romanico-palatino (tipico nelle regioni del Sacro Romano Impero) notevoli nel panorama valsusino e rari affreschi a tema civile (riportanti lo stemma Bertrandi) di fine XIII-inizi XIV sec. ed ancora da recuperare.

## Il Museo degli antichi mestieri
All'interno, notevole è il Museo degli antichi mestieri, realizzato dalla omonima associazione di Chianocco. In tre sale, presenta i mestieri tipici di un tempo. Partito da una installazione meccanizzata che raffigura personaggi all'opera nella Chianocco del secolo scorso, è poi stato ampliato con una sezione sulla lavorazione della pietra nelle cave della Valle di Susa e una sezione con documentazione e ricostruzione della ferrovia del Moncenisio a sistema Fell, che valicava il colle del Moncenisio superando un dislivello di 1588 metri.

## Galleria d'immagini

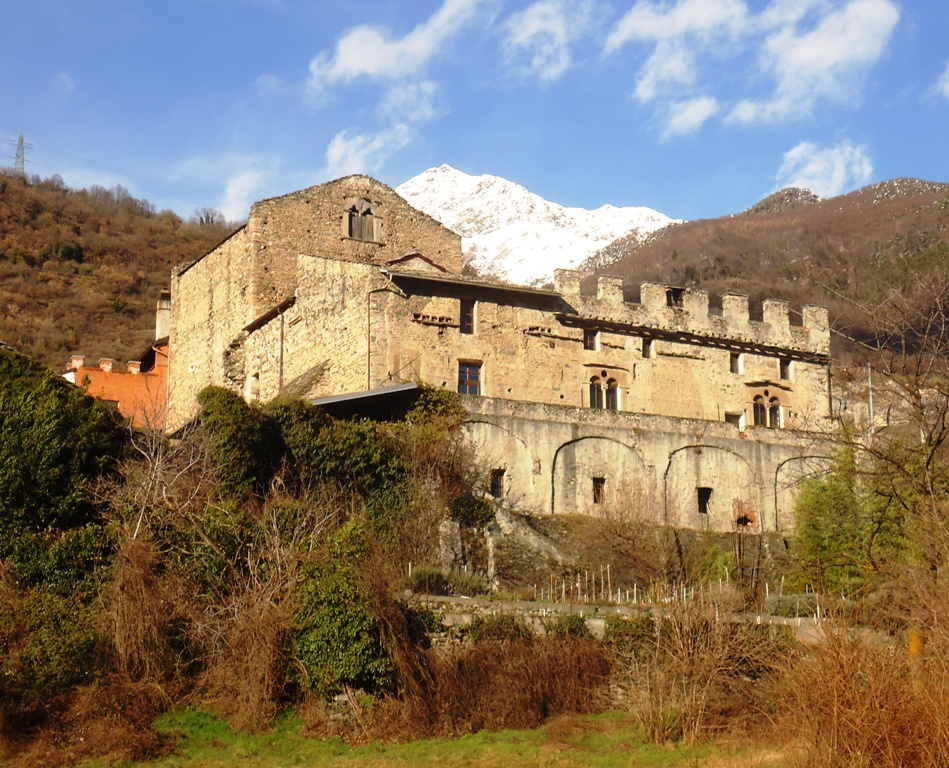
Castello di Chianocco, vista da sud-ovest
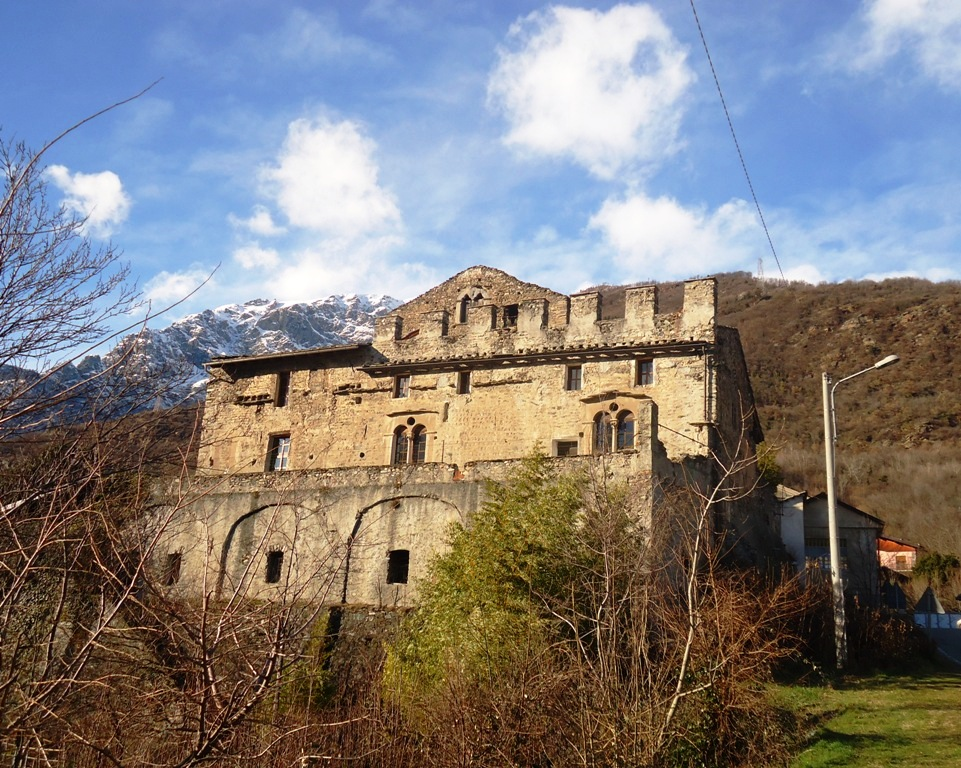
Castello di Chianocco, vista da sud-est
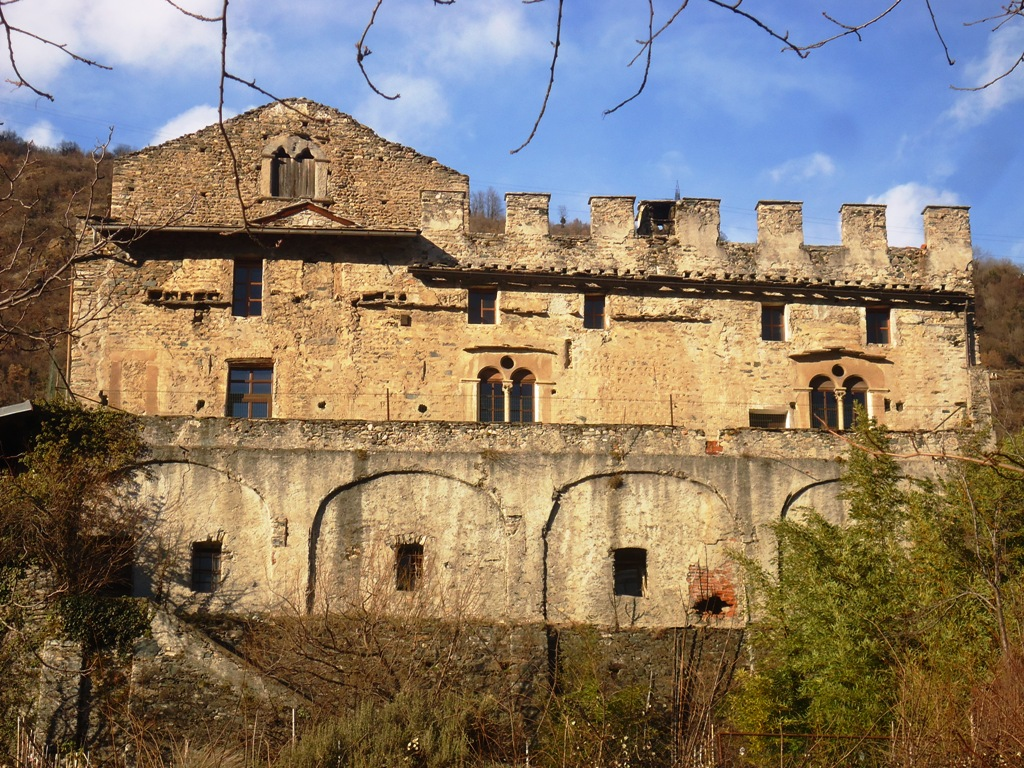
Castello di Chianocco, vista del fronte sud
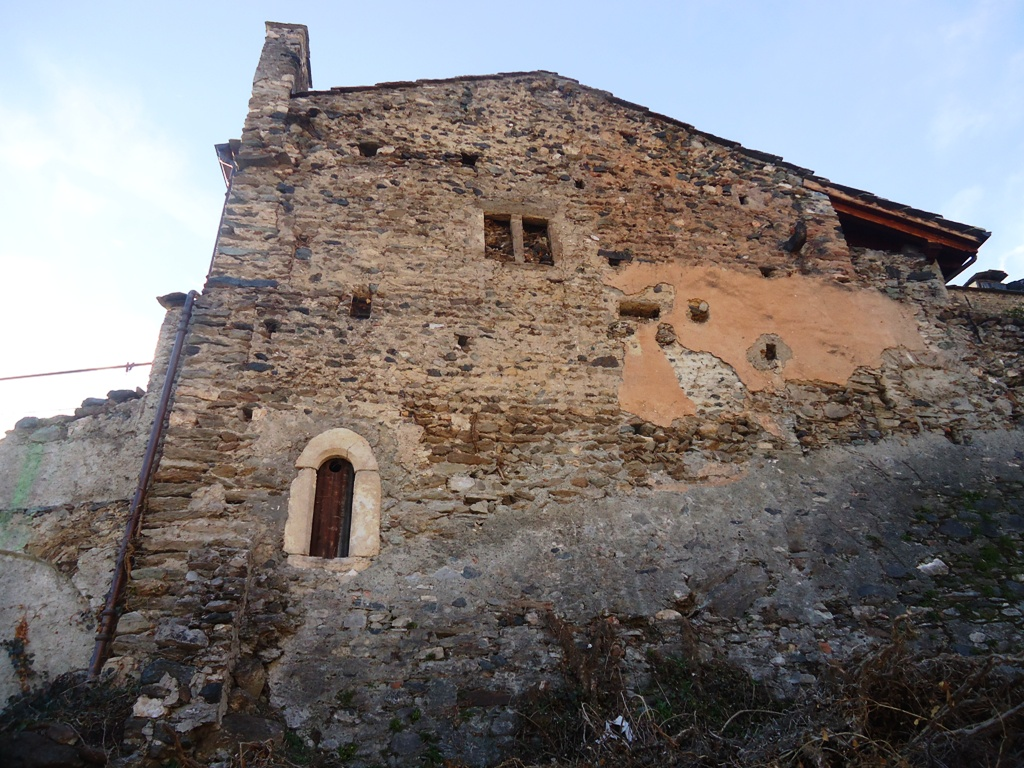
Castello di Chianocco, vista del fronte est
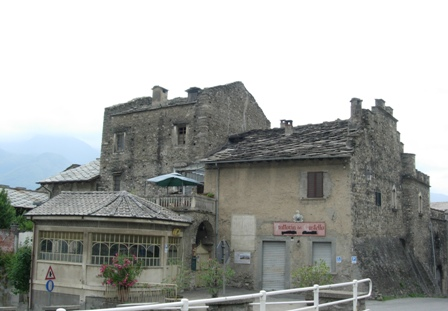
Castello di Chianocco, vista da est